# 李家聰
李家聰（Mixe Lee，1989年9月19日—）是香港電視節目《超級巨聲3》第七名。 其後為國泰港龍機艙服務員。
李家聰在《超級巨聲3》比賽期間一直平平無奇，成績一直未突出。前期多個回合都是只獲得中上的分數，所以未為人認識。但其後於第12集「八強對唱淘汰戰」，他所選唱林宥嘉的歌曲《眼色》被評判評為突破了自己，更比其對手--當時被稱為高分王的廖仲謙高1.5分而晉級，播出後開始為觀眾熟悉，更被評判喻為黑馬。可惜在決賽前一集，不敵來自台灣的踢館者歌手廖文強而被淘汰，最終只得第七名。

## 個人生活
恆生管理學院(後稱香港恆生大學)第一屆學士學位畢業生，主修市場營銷學。在第三年課程暑假時參與超級巨聲3, 比賽完結後簽約香港無線電視台成為合約藝員，另一方面繼續完成學位課程。由於合約期內只參與過數次音樂節目及大型綜藝節目但沒有任何個人作品，因此於2014年完約後沒有續約。及後於國泰港龍航空任職機艙服務員。

## 軼聞
他曾於個人社交平台表示參加超級巨聲3期間，在微博被冒認與另一參賽者王子杰有親密關係，而被香港報章雜誌廣泛報導。當時害怕會影響比賽和家人因此患上了抑鬱症，最後於朋友陪伴和支持下走出陰霾並康復。

## 演出

### 電視節目

#### 2011年
- 8月14日起：無線電視「超級巨聲3」
- 7月20日起：無線電視J2「巨聲工房」
- 10月28日：無線電視「勁歌金曲」（與超級巨聲3八強選手）

#### 2012年
- 1月22日:無線電視「龍騰飛躍賀新春」
- 1月23日:無線電視「金龍獻瑞耀保良」
- 8月30日:慧妍雅集-愛心傾城30年
- 萬千星輝賀台慶

#### 2013年
- 1月28日:廣東電視台「省港歡樂鬥歌會」
- 歡樂滿東華

## 獎項
- 2011年：《超級巨聲3》第七名

| 集數 | 比賽主題             | 參賽歌曲               | 原唱者                      | 分數     | 備註                                       |
| ---- | -------------------- | ---------------------- | --------------------------- | -------- | ------------------------------------------ |
| 01   | 巨聲初歌             | 《遠走高飛》           | 李聖傑                      | 17/25    | 三選一P.k敗陳國靖進入淘汰區                |
| 03   | 唱說巨聲故事（上）   | 《孤單的夜裡我不孤單》 | 陳曉東                      | 17/25    | 晉級                                       |
| 04   | 超級巨聲新勢力       | 《精武門》 《爆了》    | 羅志祥 古巨基               | 19/25    | 與王子豪、王子杰、崔航合組勁爆Dancing BoyZ |
| 06   | 偶像巨聲挑戰賽（下） | 《如果有如果》         | 鄧福如                      | 17/25    | 與鄧福如合唱晉級                           |
| 07   | 世紀金曲生死戰（下）   | 《等》                 | 陳百強                      | 18/25    | 晉級                                       |
| 10   | 決戰巨聲幫（下）     | 《你最珍貴》           | 張學友、高慧君 與鄭沅頤合唱 | 83/100   | 負一幫許廷鏗、鄧小巧                       |
| 11   | 八強決定戰           | 《愛恨難》             | 陳偉聯                      | 78.6/100 | 三選一P.k負何美伶、李礎業跌入淘汰區        |
| 12   | 八強對唱淘汰戰       | 《眼色》               | 林宥嘉                      | 84.5/100 | 勝廖仲謙成為全場最高分晉級                 |
| 13   | 最強越級挑戰賽（上） | 《傷追人》             | 古巨基                      | 73.6/100 | 敗廖文強未能晉級決賽                       |

## 歌曲

### 2011年
- 飛聲 《超級巨聲3》主題曲

### 2012年
- 明日恩典賀年版（與周志康、周志文、譚嘉儀、馮允謙、廖仲謙、李礎業、吳業坤合唱）
- 《喜上加喜》(2012邵氏賀歲片主題曲)

### 2013年
- 《2013 我愛HK 恭囍發財》電影主題曲

## 微電影

### 2012年
- A Story

### 2020年
- 滿目倉移

## 其他商演
- 《林奕匡&廖文強新朋友音樂會》嘉賓 (E-Max)
- 《青衣城情歌演奏廳2015》(青衣城)
- 《2014桃園鐵玫瑰熱音賞》(台灣桃園藝文設施管理中心)
- 《蓆夢思世界睡眠日2012 X Pillow Dance Competition》(Megabox)
- 《Citywalk金龍吐艷迎新歲》(荃新天地)
- 《新港城全城狂歡倒數迎2012》(馬鞍山新港城)
- 《TVB巨聲3幫拉票活動》(尖沙咀海港城)
- 《荷里活商場除夕倒數》(鑽石山荷里活商場)

## 外部連結
- ‘Big Brother’ in the Sky: Cathay by The New York Times （页面存档备份，存于）
- Clipping their wings: how White Terror gripped Hong Kong’s aviation industry by Hong Kong Free Press
- 李家聰王子杰被惡搞同性戀 2011年8月23日 東方日報
- 李家聰稱遭人整蠱 王子杰否認斷背[] 2011年8月28日 文匯報
- 《超級巨聲3》官方網站 （页面存档备份，存于）
- 李家聰檔案 （页面存档备份，存于）
- 李家聰Instagram （页面存档备份，存于）